# SN 2004bt
SN 2004bt – supernowa odkryta 17 maja 2004 roku w galaktyce UGC 9178. W momencie odkrycia miała maksymalną jasność 18,20m.